# Волошка козяча
Волошка козяча, волошка коктебельська як Centaurea koktebelica (Centaurea caprina) — вид рослин з родини айстрових (Asteraceae), поширений в Криму, Молдові, Північному Кавказі.

## Опис
Дворічна рослина 20–50 см заввишки. Стебло розчепірено-гіллясте, разом з листками гостро-шорстке й дещо павутинисте. Кошики частково сидячі або майже сидячі, скупчені, частково поодинокі на кінцях гілок, до 4.5 см завдовжки. До 80 см заввишки. Листки двічі пірчасторозсічені. Квітки рожево-пурпурові. Плід — білувата сім'янка 2.5–3 мм завдовжки, 1.2–1.5 мм завширшки, без чубчику. 

## Поширення
Поширений в Криму, Молдові, Північному Кавказі.
В Україні вид зростає на відкритих сухих кам'янистих схилах — Зх. Крим (від Тарханкута до Севастополя), Гірський Крим, Передгір'я, Пд. берег (від Балаклави до Коктебеля).

## Загрози й охорона
Загрозами є випасання, рекреація.
Охороняється в Ялтинському гірськолісовому, Кримському, Карадазькому ПЗ, заказниках загальнодержавного значення «Байдарський», «Фіолент», «Мис Айя», «АюДаг».